# جوزيف بايلز أنتوني
جوزيف بايلز أنتوني (بالإنجليزية: Joseph Biles Anthony) (و. 1795 – 1851 م)هو سياسي، ومحامي من الولايات المتحدة الأمريكية . ولد في فيلادلفيا، بنسيلفانيا .
وهو عضو في الحزب الديمقراطي الأمريكي .